# Глисон, Донал
До́нал Гли́сон (англ. Domhnall Gleeson, иногда встречается вариант — Доунел Глисон по произношению своего имени самим актёром, также — До́мналл Гли́сон; род. 12 мая 1983, Дублин, Ирландия) — ирландский актёр, режиссёр и писатель. В 2006 году был номинирован в премии «Тони» за лучшую мужскую роль в спектакле «Лейтенант с острова Инишмор». Известен ролью Билла Уизли в серии фильмов о Гарри Поттере, а также ролью генерала Армитажа Хакса во франшизе «Звёздные войны».

## Биография
Родился в Дублине, в семье актёра Брендана Глисона и его жены Мэри. В семье помимо Донала ещё три младших брата: Фергус, Брин и Рори. Окончил со степенью бакалавра гуманитарных наук Дублинский технологический институт.

### Карьера
После окончания учёбы Глисон начал сниматься в кино и писать сценарии. В 2006 году снялся вместе с отцом в фильме «Шпильки».
В 2008 году появился в комедии «Ты плохой». В этом же году снялся в фильме «Год собаки». Глисон снялся в короткометражном фильме «Шестизарядник» и «Мальчики едят девочек», а также в телесериале «Последний Ферлонг».
В марте 2009 года было подтверждено, что он утверждён на роль Билла Уизли в фильме «Гарри Поттер и Дары Смерти». Глисон поначалу не хотел сниматься вместе со своим отцом в одном фильме, но позже изменил своё мнение.
В 2010 году он снялся вместе с Кирой Найтли, Эндрю Гарфилдом и Кэри Маллиган в фильме «Не отпускай меня» и с Джеффом Бриджесом и Мэттом Деймоном в фильме братьев Коэнов «Железная хватка».
В 2011 году победил в номинации «Лучшая мужская роль» премии IFTA за роль Боба Гелдофа в известном биографическом фильме «Когда Харви встретил Боба».
В 2012 году снялся вместе с Кирой Найтли в роли Константина Левина в экранизации романа Л. Н. Толстого «Анна Каренина».
В 2015 году сыграл в фильме «Бруклин» одну из главных ролей, фильм был высоко оценен критиками.

### Личная жизнь
Глисон проживает в Боллсбридже, Дублин. Он разделяет любовь своего отца Брендана к английской футбольной команде «Астон Вилла». Он описал победу команды в полуфинале Кубка Англии над «Ливерпулем» на стадионе «Уэмбли» в 2015 году как «один из величайших дней в своей жизни».
В интервью The Guardian в апреле 2020 года Глисон заявил, что ему никогда не приходило в голову сменить фамилию в начале своей карьеры, чтобы не оставаться в тени своего отца.
Глисон состоит в отношениях с ирландским продюсером Джульеттой Бонасс с тех пор, как познакомился с ней в колледже. Они поженились в 2023 году.

## Фильмография
| Фильмы и телесериалы | Фильмы и телесериалы                | Фильмы и телесериалы                          | Фильмы и телесериалы       | Фильмы и телесериалы    |
| Год                  | Название                            | Оригинальное название                         | Роль                       | Примечания              |
| -------------------- | ----------------------------------- | --------------------------------------------- | -------------------------- | ----------------------- |
| 2001                 |                                     | Rebel Heart                                   | Бирн                       | эпизод: #1.1            |
| 2004                 | Шестизарядник                       | Six Shooter                                   | кассир                     | короткометражный фильм  |
| 2005                 | Мальчики едят девочек               | Boy Eats Girl                                 | Бернард                    |                         |
| 2005                 |                                     | The Last Furlong                              | Шон Фланаган               | 3 эпизода               |
| 2005                 |                                     | Stars                                         | Брайан (голос)             | короткометражный фильм  |
| 2006                 | Жеребцы                             | Studs                                         | Трэмпис                    |                         |
| 2009                 | Год собаки                          | A Dog Year                                    | Энтони Армстронг           |                         |
| 2009                 |                                     | What Will Survive of Us                       |                            | короткометражный фильм  |
| 2009                 | Щедрость Перье                      | Perrier’s Bounty                              | Клиффорд                   |                         |
| 2009                 | Вельвет                             | Corduroy                                      | Маон                       | короткометражный фильм  |
| 2010                 | Не отпускай меня                    | Never Let Me Go                               | Родни                      |                         |
| 2010                 | Сенсация                            | Sensation                                     | Донал Дугган               |                         |
| 2010                 |                                     | Noreen                                        |                            | короткометражный фильм  |
| 2010                 | Гарри Поттер и Дары Смерти: часть 1 | Harry Potter and the Deathly Hallows — Part 1 | Билл Уизли                 |                         |
| 2010                 | Железная хватка                     | True Grit                                     | Мун                        |                         |
| 2010                 |                                     | Your Bad Self                                 | разные роли                | 6 эпизодов              |
| 2010                 | Когда Харви встретил Боба           | When Harvey Met Bob                           | Боб Гелдоф                 | телефильм               |
| 2011                 | Гарри Поттер и Дары Смерти: часть 2 | Harry Potter and the Deathly Hallows — Part 2 | Билл Уизли                 |                         |
| 2012                 | Тайный игрок                        | Shadow Dancer                                 | Коннор Макви               |                         |
| 2012                 | Судья Дредд 3D                      | Dredd                                         | технарь клана              |                         |
| 2012                 | Анна Каренина                       | Anna Karenina                                 | Константин Лёвин           |                         |
| 2012                 |                                     | Immatürity for Charity                        | разные роли                | телефильм               |
| 2013                 | Чёрное зеркало                      | Black Mirror                                  | Эш                         | эпизод: «Be Right Back» |
| 2013                 | Бойфренд из будущего                | About Time                                    | Тим Лейк                   |                         |
| 2014                 | Фрэнк                               | Frank                                         | Джон Берроуз               |                         |
| 2014                 | Голгофа                             | Calvary                                       | Фрэдди Джойс               |                         |
| 2014                 | Несломленный                        | Unbroken                                      | Рассел Аллен «Фил» Филлипс |                         |
| 2015                 | Из машины                           | Ex Machina                                    | Калеб Смит                 |                         |
| 2015                 | Бруклин                             | Brooklyn                                      | Джим Фаррелл               |                         |
| 2015                 | Звёздные войны: Пробуждение силы    | Star Wars: The Force Awakens                  | генерал Армитаж Хакс       |                         |
| 2016                 | Выживший                            | The Revenant                                  | Эндрю Генри                |                         |
| 2016                 | История Томаса Бёрберри             | The Tales of Thomas Burberry                  | Томас Бёрберри             | короткометражный фильм  |
| 2016                 |                                     | Earth’s Greatest Spectacles                   | рассказчик                 | 3 эпизода               |
| 2017                 | Ночлежка                            | Crash Pad                                     | Стенслэнд                  |                         |
| 2017                 | Сделано в Америке                   | American Made                                 | Монти Шефер                |                         |
| 2017                 | мама!                               | mother!                                       | старший сын                |                         |
| 2017                 | Ночлежка                            | Crash Pad                                     | Стенсленд                  |                         |
| 2017                 | Прощай, Кристофер Робин             | Goodbye Christopher Robin                     | Алан Милн                  |                         |
| 2017                 | Звёздные войны: Последние джедаи    | Star Wars: The Last Jedi                      | генерал Армитаж Хакс       |                         |
| 2017                 | Катастрофа                          | Catastrophe                                   | Дэн                        | 2 эпизода               |
| 2018                 | Глупый и бессмысленный жест         | A Futile and Stupid Gesture                   | Генри Бирд                 |                         |
| 2018                 | Кролик Питер                        | Peter Rabbit                                  | Томас Макгрегор            |                         |
| 2018                 | Новорождённый                       | The Little Stranger                           | доктор Фэрэдей             |                         |
| 2019                 | Адская кухня                        | The Kitchen                                   | Гэбриел О’Мэлли            |                         |
| 2019                 | Звёздные войны: Скайуокер. Восход   | Star Wars: The Rise of Skywalker              | генерал Армитаж Хакс       |                         |
| 2020                 | Беги                                | Run                                           | Билли                      |                         |
| 2021                 | Кролик Питер 2                      | Peter Rabbit 2: The Runaway                   | Томас Макгрегор            |                         |
| 2023                 | Сантехники Белого дома              | The White House Plumbers                      | Джон Дин                   |                         |
| 2025                 | Источник вечной молодости           | Fountain of Youth                             | Оуэн Карвер                |                         |
| 2025                 | Эхо долины                          | Echo Valley                                   | Джеки                      |                         |
| 2025                 | Газета                              | The Paper                                     |                            |                         |
| 2026                 | Чёртов ублюдок                      | Bucking Fastard                               | Тимоти                     |                         |

## Режиссёр
| Year | Title                  |
| ---- | ---------------------- |
| 2009 | То, что выживет из нас |
| 2010 | Норин                  |

## Награды и номинации
Полный список наград и номинаций на IMDb.
| Год  | Награда                              | Категория                         | Фильм/Телесериал              | Результат |
| ---- | ------------------------------------ | --------------------------------- | ----------------------------- | --------- |
| 2006 | Тони                                 | Лучшая мужская роль в спектакле   | «Лейтенант с острова Инишмор» | Номинация |
| 2011 | IFTA                                 | Лучшая мужская роль               | «Когда Харви встретил Боба»   | Победа    |
| 2012 | Премия британского независимого кино | Лучшая мужская роль второго плана | «Тайный игрок»                | Номинация |